# Corynoneura oxfordana
Corynoneura oxfordana är en tvåvingeart som beskrevs av Boesel och Winner 1980. Corynoneura oxfordana ingår i släktet Corynoneura och familjen fjädermyggor.
Artens utbredningsområde är Ohio. Inga underarter finns listade i Catalogue of Life.